# ۷۲۰ (میلادی)
۷۲۰ (میلادی) هفتصد و بیستمین سال تقویم میلادی است.

## درگذشتگان
‎